# Club Balonmano Villa de Aranda/Statistik
Dies ist ein Unterartikel zu Club Balonmano Villa de Aranda und enthält Statistiken und Kader zu diesem spanischen Handballverein.

## Spielzeiten

### 2025/2026
Die Saison 2025/2026 der Liga Asobal beginnt im Sommer 2025.
Team:
- Tor: Vasco Martinho Linhares Teixeira, Pau Guitart Alguacil
- Außen: Mateo Arias Buceta, Victor Megias Andrés, Andis Bors, Juan Tamayo Gil, Alex Berbel Sierra
- Rückraum: Vicente Poveda Paredes, Uroš Ostojić, Dalmau Huix Trenco, Asier Iribar Carceller, Francisco Pereira, Alberto González Pinillos, Arthur Pereira, David López Ortego
- Kreis: Jakub Śladkowski, Pedro Antônio Martínez Ayres Borba, Jevgeņijs Rogonovs
- Trainer:
- Zugänge: Pedro Antônio Martínez Ayres Borba (Atlético Valladolid), Vasco Martinho Linhares Teixeira (Boavista Porto), Jakub Śladkowski (BM Guadalajara, Leihe),[2] Vicente Poveda Paredes (BM Guadalajara),[3] Mateo Arias Buceta (Club Cisne),[4] Uroš Ostojić (RK Obilić),[5] Asier Iribar Carceller (Biadasoa Irun, Leihe), Francisco Pereira (JS Cherbourg Manche),[6] Andis Bors (Murjāņu Sporta Ģimnāzija)[7]
- Abgänge: Guillermo José Fischer (BM Granollers), Pol Roy (BM Benidorm), Javier González Teijon, Maxym Vyunuk, Santiago Mosquera Mayo (BM Ciudad Encantada), Agustín Vega Marcos, Rubén Fernández Domínguez (Atlético Novás), Lander Simón Rojo, Samuel Saiz (Ademar León), Víctor Enebral Moral

### 2024/2025
Die Saison 2024/2025 der 1. Liga beendete die Mannschaft unter dem Sponsorennamen Tubos Aranda Villa de Aranda auf dem 9. Platz (26 Punkte, 860:924 Tore; zwölf Siege, zwei Unentschieden und 16 Niederlagen). Am 27. Spieltag der Saison konnte sich der Verein den Klassenerhalt sichern.
In der Copa del Rey schied die Mannschaft in der ersten Runde gegen Zweitligist ID Energy Caserío de Ciudad Real aus (31:36).
Team:
- Tor: Pau Guitart Alguacil, Javier González Teijon, Maxym Vyunuk
- Außen: Victor Megias Andrés, Alex Berbel Sierra, Juan Tamayo Gil, Pol Roy Trullols, Adrián López Sanchez
- Rückraum: Dalmau Huix Trenco, Arthur Pereira, Santiago Mosquera Mayo, David López Ortego, Agustín Vega Marcos, Guillermo José Fischer, Samuel Saiz, Víctor Enebral Moral, Alberto González Pinillos, Sergio Tobes Bas, Lander Simón Rojo
- Kreis: Jevgeņijs Rogonovs, Rubén Fernández Domínguez, Hugo Esteban
- Trainer: Francisco Javier Márquez Villarejo Benavides
- Zugänge: Pol Roy (Handbol Sant Quirze)[10] David López Ortego (BM Puerto Sagunto), Rubén Fernández Domínguez (BM Burgos)[11] Javier González Teijon  (Bordeaux Bruges Lormont Handball), Arthur Pereira (Nancy Handball), Santiago Mosquera Mayo (Eón Alicante, Leihe), Agustín Vega Marcos (Handbol Mallorca), Lander Simón Rojo (Puerto Sagunto), Samuel Saiz (Ademar León, Leihe),
- Abgänge: Magnol Suárez Fis (?), Adrián Hernando Hernanpérez (?), Isaac García Ordoñez (?), Daniel Virulegio Niño (?), Arnau Fernández Plana (?), Patricio Fabián van Baren (?)

### 2023/2024
In der Spielzeit 2023/2024 der 2. Liga belegte das Team den 5. Platz (37 Punkte, 786:756 Tore; 18 Siege, ein Unentschieden und elf Niiederlagen). In den Aufstiegsspielen nach der ersten Phase besiegte das Team zunächst den Viertplatzierten ID Energy Caserío de Ciudad Real und anschließend auch den Drittplatzierten UBU San Pablo Burgos und stieg in die 1. Liga auf.
Team:
- Tor: Pau Guitart Alguacil, Adrián Hernando Hernanpérez, Magnol Suárez Fis
- Außen: Víctor Megías Andrés, Isaac García Ordóñez, Álex Berbel Sierra, Juan Tamayo Gil
- Rückraum: Joaquín Barceló García, Dalmau Huix Trenco, Mihael Krasimirov Ivanov, Arnau Fernández Plana, Nikola Skrobić, Víctor Enebral Moral, Alberto Gonzalez Pinillos
- Kreis: Jevgeņijs Rogonovs, Daniel Virulegio Niño
- Trainer: Francisco Javier Márquez Villarejo Benavides / Diego Yañez Azategui
- Zugänge: Pau Guitart Alguacil (BM Las Dolmenes), Dalmau Huix Trenco (BM Burgos), Juan Tamayo Gil (BM Buurgos), Jevgeņijs Rogonovs (Murjāņu Sporta Ģimnāzija), …
- Abgänge: ?

### 2022/2023
In der Spielzeit 2022/2023 der 2. Liga kam der Verein auf den 4. Platz in Staffel A (18 Punkte, 451:415 Tore; acht Siege, zwei Unentschieden, sechs Niederlagen). In der Aufstiegsrunde kam das Team auf den 4. Platz.
Team:
- Außen: Victor Megias Andrés, Alex Berbel Sierra, …
- Rückraum: Alberto González Pinillos, Víctor Enebral Moral, …
- Trainer: Mariano Ortega
- Zugänge: Alberto González Pinillos (BM Burgos), Alex Berbel Sierra (Handboll Sant Quirze), Víctor Enebral Moral (BM Alarcos), …
- Abgänge: Pavle Banduka, …

### 2021/2022
In der Saison 2021/2022 der 2. Liga belegte man den 7. Platz in Staffel A mit 15 Punkten aus sieben Siegen und einem Unentschieden; Torverhältnis 467:487.
Team:
- Außen: Victor Megias Andrés, Pavle Banduka, …
- Trainer: Mariano Ortega
- Abgänge: Brian Negrete Lindsay (Ciudad Real), Julián Souto Cueto, Gonçalo Cunha (Puerto Sagunto), Željko Šukić, Ricardo Castro, …

### 2020/2021
In der Saison 2020/2021 der 1. Liga kam das Team unter dem Sponsorennamen Blasgon y Bodegas Ceres Villa de Aranda auf den letzten, 18. Platz. Elf Punkte aus vier Siegen und drei Unentschieden, bei 27 Niederlagen, standen zu Buche. Das Torverhältnis betrug 829:961. Das bedeutete den Abstieg in die 2. Liga.
Team:
- Tor: Luis de Vega (34 Spiele, 170 Paraden, 8 Tore),[12] Ricardo Castro, …
- Außen: Victor Megias Andrés, Santiago Baronetto, Brian Negrete Lindsay, Pavle Banduka, …
- Rückraum: Julián Souto Cueto, Gonçalo Cunha, Željko Šukić,
- Zugänge: Santiago Baronetto, Brian Negrete Lindsay (BM Alarcos), Julián Souto Cueto, Gonçalo Cunha (Vitoria Setubal Andebol), Željko Šukić (RK Spartak Vojput), Pavle Banduka (Novi Pazar), Ricardo Castro (Associação Artística Avanca, ab Oktober 2020), …
- Abgänge: Francisco Abajo Pinillos, Santiago Baronetto

### 2019/2020
In der Saison 2019/2020 der 2. Liga kam die auf den 2. Platz mit 30 Punkten aus 14 Siegen und zwei Unentschieden bei fünf Niederlagen, das Torverhältnis betrug 551:499. Damit erreichte der Verein den Aufstieg in die 1. Liga nach Saisonabbruch wegen der COVID-19-Pandemie.
Team:
- Außen: Victor Megias Andrés, …
- Rückraum: Francisco Abajo Pinillos, …
- Trainer: Alberto Suárez Menéndez
- Zugänge: Francisco Abajo Pinillos

### 2018/2019
Die Saison 2018/2019 der 2. Liga beendete der Verein auf dem 8. Platz (29 Punkte, 802:802 Tore; 13 Siege, drei Unentschieden, 14 Niederlagen).
Team:
- Außen: Victor Megias Andrés, …
- Trainer: Juan Antonio Moreno Rodríguez

### 2017/2018
In der Saison 2017/2018 spielte der Verein in der 2. Liga.
Team:
- Außen: Victor Megias Andrés, …
- Trainer: Álvaro Senovilla Esteban / Carlos Colmenero[13]

### 2016/2017
Die Saison 2016/2017 der 1. Liga schloss die Mannschaft auf dem 15. Platz ab (20 Punkte, 803:858 Tore; acht Siege, vier Unentschieden, 18 Niederlagen). Das bedeutete den Abstieg in die 2. Liga.
Team:
- Außen: Victor Megias Andrés, …
- Trainer: Álvaro Senovilla Esteban

### 2015/2016
Die Saison 2015/2016 der 1. Liga beendete die Mannschaft auf dem 6. Platz (27 Punkte, 817:834 Tore; elf Siege, fünf Unentschieden, zwölf Niederlagen).
Team:
- Außen: Victor Megias Andrés, …
- Trainer: Jacobo Cuétara Larrea[14]

### 2014/2015
In der Saison 2014/2015 der 1. Liga belegte die Mannschaft (unter dem Sponsorennamen Blasgon Villa de Aranda) den 8. Platz mit 28 Punkten aus elf Siegen und sechs Unentschieden bei 13 Niederlagen. Das Torverhältnis betrug 861:863.
Team:
- Außen: Victor Megias Andrés, …
- Trainer: Jacobo Cuétara Larrea[14]
- Zugänge: Victor Megias Andrés (BM Valladolid), …

### 2013/2014
In der Saison 2013/2014 der Liga Asobal kam das unter dem Sponsorennamen Blasgon Villa de Aranda angetretene Team auf den 14. Platz (22 Punkte, 811:893 Tore; neun Siege, vier Unentschieden, 17 Niederlagen).
Team:
- Trainer: Jacobo Cuétara Larrea[14]

### 2012/2013
In der Spielzeit 2012/2013 spielte der Verein erstmals in der 1. Liga. Die Mannschaft erreichte den 11. Platz (22 Punkte, 755:820 Tore; neun Siege, vier Unentswchieden, 17 Niederlagen). Die Saison bestritt der Verein mit einem Etat in Höhe von 270.000 Euro, das war das geringste Budget der Liga.
Team:
- Trainer: Magi Serra Cortina[15] / Jacobo Cuétara Larrea[14]